# Nathalie Koenders
 (mai 2019).
Pour les articles homonymes, voir Koenders.
Nathalie Koenders, née le 1er mars 1977 à Rennes, est une femme politique française et ancienne sportive de haut niveau en canoë-kayak.
Maire de Dijon, conseillère départementale de la Côte-d'Or, elle est membre du Parti socialiste. Elle est cadre au ministère de la Jeunesse et des Sports en détachement.

## Biographie

### Études et formation
Elle étudie à l'université de Bourgogne en filière STAPS ;  elle obtient en 1999 une maîtrise en management et droit du sport.
En 2001, elle réussit le concours à l'INSEP, et devient cadre au ministère de la Jeunesse et des Sports à la Direction régionale de la jeunesse, des sports et de la cohésion sociale de Lille puis au Creps Dijon-Bourgogne[réf. nécessaire].

### Carrière sportive
Nathalie Koenders pratique le canoë-kayak pendant 12 ans à l'ASPTT Dijon, au haut niveau. 
De 1992 à 2001, elle fait partie de l'équipe de France jeune puis senior de canoë-kayak ; elle participe à plusieurs reprises aux championnats d'Europe et du Monde jusqu'en finale.
En 1999, elle participe aux championnats du monde de course en ligne de canoë-kayak de 1999 en K4 200 mètres.

### Carrière politique
Le 16 mars 2008, lors des élections municipales de Dijon, elle est élue sur la liste de François Rebsamen, le maire sortant.
Le 29 mars 2015, au second tour, elle est élue conseillère départementale du canton de Dijon-2, en tandem avec le maire Alain Millot. 
Le 27 juin 2021, elle se fait réélire sur ce canton avec 61,5 % des suffrages exprimés.
Après le décès d'Alain Millot le 27 juillet 2015, elle assure, en qualité de première adjointe, l'intérim des fonctions jusqu'au 10 août 2015. A cette date, le conseil municipal réélit François Rebsamen maire de la ville. Elle préside depuis le groupe des élus socialistes, radicaux de gauche, citoyens et apparentés, du conseil municipal de Dijon.
Membre du conseil national du Parti socialiste depuis le congrès de Poitiers en 2015, elle intègre la direction collégiale du PS le 8 juillet 2017 (cette direction succède à Jean-Christophe Cambadélis, à la suite de la débâcle historique du PS aux élections présidentielle et législatives de 2017). 
Pour le congrès de Marseille de 2023, elle est signataire du texte d’orientation 3 porté par le maire de Rouen Nicolas Mayer-Rossignol .
En avril 2018, François Rebsamen révèle qu'il est atteint d'un cancer. Nathalie Koenders assure l'intérim ; elle continue à le représenter  après son retour en août.
Aux élections municipales de juin 2020, elle est réélue première adjointe au maire de Dijon, déléguée, entre autres, à la transition écologique, au climat et à l'environnement.
Le 2 février 2023, elle est nommée au Conseil scientifique sur les processus de radicalisation (COSPRAD) par la ministre de l'Enseignement supérieur et de la Recherche en tant que représentante de l'association France urbaine.

### Maire de Dijon
Le 18 novembre 2024, François Rebsamen annonce son départ de la mairie à la date du 25 novembre et exprime son souhait de voir Nathalie Koenders lui succéder, après le vote du conseil municipal. 
Elle est élue maire de Dijon le 25 novembre 2024 à la suite de la démission de François Rebsamen, devenant la première femme à exercer cette fonction à Dijon. Le 8e adjoint Antoine Hoareau la remplace en tant que 1er adjoint.

## Distinctions
- Chevalier de l'ordre national du Mérite (décembre 2015)[18]